# Cantimpalos
Cantimpalos is een gemeente in de Spaanse provincie Segovia in de regio Castilië en León met een oppervlakte van 26,29 km². Cantimpalos telt 1.344 inwoners (1 januari 2016).